# گوهار مارکوسیان-کاسپر
گوهار مارکوسیان-کاسپر (ارمنی: Գոհար Մարկոսյան-Կասպեր؛ زادهٔ ۱۴ ژوئیهٔ ۱۹۴۹ - درگذشته ۱۵ سپتامبر ۲۰۱۵) یک پزشک، و رمان‌نویس اهل ارمنستان است که در تالین استونی زندگی می‌کرد.

## زندگی‌نامه
پدر وی خواننده اپرا و مادرش بالرین بود. وی از دانشکده پزشکی دولتی ایروان فارغ‌التحصیل شد. در سال ۱۹۹۰ با Kalle Käsper نویسنده و مترجم اهل استونی ازدواج نمود. پیش از نقل مکان به استونی، گوهار مارکوسیان در شهر ایروان به حرفه طبابت اشتغال داشت.

## فعالیت به عنوان نویسنده
معروفترین اثر مارکوسیان-کاسپر احتمالاً رمان «پنه‌لوپه» می‌باشد که به زبان‌های فرانسوی، آلمانی، هلندی و اسپانیایی نیز ترجمه شده است.
رمان دیگرش «هلنا و کاریاتیدس» نیز اثر موفقی در روسیه و اروپای غربی بوده است. آثار وی در سبک واقع‌گرایی جادویی بود.
وی کتاب‌هایش را به زبان روسی می‌نوشت. مارکوسیان-کاسپر همچنین عضو اتحادیه نویسندگان استونی بود.

## کتابشناسی
- Penelope (۱۹۹۸)
- Helena (۲۰۰۰)
- The Caryatides (۲۰۰۳)
- Penelope Starts the Journey (۲۰۰۷)
- Mycenae, Rich in Gold (۲۰۰۹)
- Memento mori (۲۰۱۲)